# 霍里亚·西马

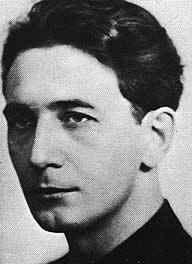
霍里亚·西马

霍里亚·西马（Horia Sima，1906年7月3日—1993年5月25日）是一位羅馬尼亞法西斯主义政治人物，曾担任法西斯主义准军事运动铁卫团第二任也是最后一任领导人。西马还曾担任羅馬尼亞王國大臣会议副主席，实际上就是扬·安东内斯库政权民族军团国的共治领袖。1940年时，西马曾在首相格奥尔基·特特雷斯库的内阁中短暂担任教育国务秘书，亦曾在首相扬·吉古尔图内阁中短暂担任文化与宗教事务大臣。
1941年1月，西马发动了针对领袖扬·安东内斯库以及罗马尼亚军队的起事，并在布加勒斯特掀起反犹骚乱。叛乱失败后，西马逃到納粹德國，西马因发动叛乱而在缺席情況下被判死刑。之后西马进入西班牙，在那里度过了余生。1946年，罗马尼亚人民法庭以战争罪为由在西马缺席情況下判处其死刑。